# Campionato sudamericano maschile under 19 di pallavolo 2016
Il campionato sudamericano maschile under 19 di pallavolo 2016 si è svolto dal 5 al 9 ottobre 2016 a Lima, in Perù: al torneo hanno partecipato sei squadre nazionali under 19 sudamericane e la vittoria finale è andata per la quarta volta, la seconda consecutiva, all'Argentina.

## Impianti
|                                                                                                |  |  |
| Complejo Deportivo Niño Héroe Manuel Bonilla Città: Lima Capienza: 6 500 Anno d'apertura: 1995 |  |  |

## Regolamento

### Formula
Le squadre hanno disputato una prima fase a gironi con formula del girone all'italiana; al termine della prima fase:
- Le prime due classificate di ogni girone hanno acceduto alla fase finale per il primo posto strutturata in semifinali, finale per il terzo posto e finale.
- L'ultima classificata di ogni girone ha acceduto alla finale per il quinto posto.

### Criteri di classifica
Se il risultato finale è stato di 3-0 o 3-1 sono stati assegnati 3 punti alla squadra vincente e 0 a quella sconfitta, se il risultato finale è stato di 3-2 sono stati assegnati 2 punti alla squadra vincente e 1 a quella sconfitta.
L'ordine del posizionamento in classifica è stato definito in base a:
- Numero di partite vinte;
- Punti;
- Ratio dei set vinti/persi;
- Ratio dei punti realizzati/subiti;
- Risultati degli scontri diretti.

## Squadre partecipanti
| Squadra   | Qualificazione      | Ultima partecipazione |
| --------- | ------------------- | --------------------- |
| Argentina | -                   | Colombia 2014         |
| Bolivia   | -                   | Cile 2012             |
| Brasile   | -                   | Colombia 2014         |
| Cile      | -                   | Colombia 2014         |
| Colombia  | -                   | Colombia 2014         |
| Perù      | Paese organizzatore | Cile 2012             |

## Torneo

### Fase a gironi
| Girone A  | Girone B |
| --------- | -------- |
| Argentina | Bolivia  |
| Cile      | Brasile  |
| Colombia  | Perù     |

#### Girone A

##### Risultati
| 5 ottobre 2016 Complejo Deportivo Manuel Bonilla, Lima Durata: ? - Spettatori: ? | Cile      | 2 - 3 | Colombia  | 18-25, 25-19, 24-26, 25-20, 8-15 |
| 6 ottobre 2016 Complejo Deportivo Manuel Bonilla, Lima Durata: ? - Spettatori: ? | Colombia  | 0 - 3 | Argentina | 12-25, 15-25, 25-27              |
| 7 ottobre 2016 Complejo Deportivo Manuel Bonilla, Lima Durata: ? - Spettatori: ? | Argentina | 3 - 0 | Cile      | 25-15, 25-15, 25-22              |

##### Classifica
| Pos | Squadra   | Pt | G | V | P | SV | SP | Ratio | PF  | PS  | Ratio |
| --- | --------- | -- | - | - | - | -- | -- | ----- | --- | --- | ----- |
| 1   | Argentina | 6  | 2 | 2 | 0 | 6  | 0  | MAX   | 152 | 104 | 1.461 |
| 2   | Colombia  | 2  | 2 | 1 | 1 | 3  | 5  | 0.600 | 157 | 177 | 0.887 |
| 3   | Cile      | 1  | 2 | 0 | 2 | 2  | 6  | 0.333 | 152 | 180 | 0.844 |

#### Girone B

##### Risultati
| 5 ottobre 2016 Complejo Deportivo Manuel Bonilla, Lima Durata: ? - Spettatori: ? | Bolivia | 3 - 1 | Perù    | 25-16, 25-23, 18-25, 27-25 |
| 6 ottobre 2016 Complejo Deportivo Manuel Bonilla, Lima Durata: ? - Spettatori: ? | Brasile | 3 - 0 | Bolivia | 25-9, 25-2, 25-7           |
| 7 ottobre 2016 Complejo Deportivo Manuel Bonilla, Lima Durata: ? - Spettatori: ? | Perù    | 0 - 3 | Brasile | 14-25, 10-25, 18-25        |

##### Classifica
| Pos | Squadra | Pt | G | V | P | SV | SP | Ratio | PF  | PS  | Ratio |
| --- | ------- | -- | - | - | - | -- | -- | ----- | --- | --- | ----- |
| 1   | Brasile | 6  | 2 | 2 | 0 | 6  | 0  | MAX   | 150 | 60  | 2.500 |
| 2   | Bolivia | 3  | 2 | 1 | 1 | 3  | 4  | 0.750 | 113 | 164 | 0.689 |
| 3   | Perù    | 0  | 2 | 0 | 2 | 1  | 6  | 0.166 | 131 | 170 | 0.770 |

### Fase finale

#### Finali 1º e 3º posto
|  | Semifinali | Semifinali | Semifinali |         |           | Finale 1º/2º posto | Finale 1º/2º posto | Finale 1º/2º posto |  |
|  |            |            |            |         |           |                    |                    |                    |  |
|  | Argentina  | Argentina  | 3          |         |           |                    |                    |                    |  |
|  | Argentina  | Argentina  | 3          |         |           |                    |                    |                    |  |
|  | Bolivia    | Bolivia    | 0          |         |           |                    |                    |                    |  |
|  | Bolivia    | Bolivia    | 0          |         | Argentina | Argentina          | 3                  |                    |  |
|  |            |            |            |         | Argentina | Argentina          | 3                  |                    |  |
|  |            |            | Brasile    | Brasile | 0         |                    |                    |                    |  |
|  | Brasile    | Brasile    | Brasile    | Brasile | 0         | 3                  |                    |                    |  |
|  | Brasile    | Brasile    |            |         |           | 3                  |                    |                    |  |
|  | Colombia   | Colombia   | 1          |         |           | Finale 3º/4º posto | Finale 3º/4º posto | Finale 3º/4º posto |  |
|  | Colombia   | Colombia   | 1          |         |           |                    |                    |                    |  |
|  |            |            |            |         |           |                    |                    |                    |  |
|  |            |            |            |         |           | Bolivia            | Bolivia            | 1                  |  |
|  |            |            |            |         |           | Bolivia            | Bolivia            | 1                  |  |
|  |            |            |            |         |           | Colombia           | Colombia           | 3                  |  |

##### Semifinali
| 8 ottobre 2016 Complejo Deportivo Manuel Bonilla, Lima Durata: ? - Spettatori: ? | Argentina | 3 - 0 | Bolivia  | 25-9, 25-15, 25-15         |
| 8 ottobre 2016 Complejo Deportivo Manuel Bonilla, Lima Durata: ? - Spettatori: ? | Brasile   | 3 - 1 | Colombia | 19-25, 25-18, 25-12, 25-15 |

##### Finale 3º posto
| 9 ottobre 2016 Complejo Deportivo Manuel Bonilla, Lima Durata: ? - Spettatori: ? | Bolivia | 1 - 3 | Colombia | 25-19, 11-25, 7-25, 8-25 |

##### Finale
| 9 ottobre 2016 Complejo Deportivo Manuel Bonilla, Lima Durata: ? - Spettatori: ? | Argentina | 3 - 0 | Brasile | 25-18, 25-23, 25-15 |

#### Finale 5º posto
| 8 ottobre 2016 Complejo Deportivo Manuel Bonilla, Lima Durata: ? - Spettatori: ? | Cile | 3 - 1 | Perù | 24-26, 25-21, 25-23, 25-13 |

## Classifica finale
| Pos | Squadra   | Qualificazione                    |
| --- | --------- | --------------------------------- |
|     | Argentina | Campionato mondiale under 19 2017 |
|     | Brasile   | Campionato mondiale under 19 2017 |
|     | Colombia  |                                   |
| 4   | Bolivia   |                                   |
| 5   | Cile      |                                   |
| 6   | Perù      |                                   |

## Premi individuali
| Premio                | Nome             | Squadra   |
| --------------------- | ---------------- | --------- |
| MVP                   | Federico Seia    | Argentina |
| Miglior palleggiatore | Lautaro Gerlero  | Argentina |
| Miglior opposto       | Carlos Llanos    | Colombia  |
| Miglior schiacciatore | Víctor Cardoso   | Brasile   |
| Miglior schiacciatore | Luciano Palonsky | Argentina |
| Miglior centrale      | Nicolás Zerba    | Argentina |
| Miglior centrale      | Henry Colorado   | Colombia  |
| Miglior libero        | Santiago Arroyo  | Argentina |